# Ellery Queen (serie televisiva)
Ellery Queen è una serie televisiva poliziesca statunitense, ideata nel 1974 da Richard Levinson e William Link e trasmessa dall'emittente televisiva statunitense NBC dal 1975 al 1976.
La prima apparizione in Italia avvenne 29 aprile 1978 sui canali della Rai.
In precedenza venne realizzato un episodio pilota dal titolo Ellery Queen: Don't Look Behind You per una serie su Ellery Queen il cui protagonista avrebbe dovuto essere Peter Lawford. L'episodio venne trasmesso negli Stati Uniti nel 1971 e, tra i protagonisti, vi recitò l'attrice hollywoodiana Coleen Gray.

## Produzione
La serie è composta da 23 episodi, compreso il pilota, ed è tratta dai racconti polizieschi firmati Ellery Queen, pseudonimo con cui erano conosciuti i due scrittori Frederic Dannay e Manfred B. Lee. Gli autori della serie riadattarono alcuni dei racconti brevi compresi nelle raccolte più famose dei due scrittori, in particolare Le avventure di Ellery Queen.
Richard Levinson e William Link avevano già scritto un pilot basato sul personaggio di Ellery Queen, Ellery Queen: Don't Look Behind You, anch'esso prodotto dalla Universal. Il pilot, diretto da Barry Shear, andò in onda come film per la televisione sulla NBC il 19 novembre 1971. Peter Lawford e Harry Morgan interpretarono Ellery e l'ispettore Queen, E.G. Marshall e Stefanie Powers interpretarono ruoli da coprotagonisti. Tuttavia, la NBC non diede seguito a una serie dopo questo pilota.
Nel 1974, Levinson e Link trasformarono la loro idea in un nuovo pilot, adattando la sceneggiatura del romanzo del 1965 The Fourth Side of the Triangle, questa volta con Jim Hutton e David Wayne nei panni di Ellery e dell'ispettore Queen. Il pilot televisivo fu presentato in anteprima il 23 marzo 1975, con il film per la TV Ellery Queen: Too Many Suspects. La NBC ordinò una serie basata su questo pilot nel maggio 1975.
A interpretare il protagonista fu Jim Hutton (il padre del più famoso Timothy), mentre l'ispettore Richard Queen, padre di Ellery, fu interpretato dal caratterista David Wayne. Personaggi di contorno sono: il fidato sergente Thomas Velie (Tom Reese), braccio destro dell'ispettore Queen; il conduttore di gialli radiofonici, nonché investigatore dilettante, Simon Brimmer (John Hillerman); il giornalista Frank Flannigan (Ken Swofford).
In ciascun episodio compaiono celebri attori cinematografici statunitensi e britannici, che ricoprono il ruolo di guest star, nel ruolo di indiziati. Sono da ricordare, fra le altre, le partecipazioni di Ray Milland, Kim Hunter, Farley Granger, Joan Collins, Dean Stockwell, Eva Gabor, Dick Van Patten, Dorothy Malone, Larry Hagman, Rhonda Fleming, Cesar Romero, Sal Mineo, Donald O'Connor, Tom Bosley, George Burns, Eve Arden, Susan Strasberg, Ida Lupino, Don Ameche, Howard Duff, Tab Hunter, Signe Hasso, Stuart Whitman, Mel Ferrer, Dana Wynter, Troy Donahue, Vincent Price, Vera Miles, Forrest Tucker, Juliet Mills, Walter Pidgeon.
Il tema musicale della sigla è di Elmer Bernstein.
Fu prodotta una sola stagione di 22 episodi, dopodiché la NBC cancellò la serie, nonostante il successo di pubblico. La morte di Hutton nel 1979 mise la parola fine al ventilato progetto di produrre una nuova serie di episodi.
Levinson e Link in seguito riadattarono l'idea di uno scrittore e investigatore dilettante che risolve omicidi nella serie della CBS La signora in giallo, che ottenne un grandissimo successo.

### Ambientazione
Ambientata nei primissimi anni del secondo dopoguerra (il secondo episodio si svolge durante il Capodanno del 1947), la serie ripete pedissequamente lo schema dei racconti gialli di Ellery Queen: lo spettatore viene messo a conoscenza di tutti i fatti e gli indizi utili a scoprire il colpevole e, prima dell'ultima scena, l'investigatore si rivolge al pubblico e lo sfida a risolvere il caso. Come da tradizione del giallo vecchio stile (ad es. Hercule Poirot nei romanzi di Agatha Christie), Ellery Queen raduna tutti i sospettati in una stanza e alla fine svela il nome dell'assassino.

### Quarta parete
A differenza di tutti i film e telefilm polizieschi/investigativi, quasi alla fine di ogni episodio, prima di rivelare il nome del colpevole di turno, il personaggio di Ellery Queen si rivolgeva direttamente alla telecamera e quindi al pubblico televisivo (infrangendo in questo modo la quarta parete) chiedendo se, considerati tutti gli indizi e i comportamenti dei sospettati, lo spettatore avesse individuato il colpevole.

## Personaggi

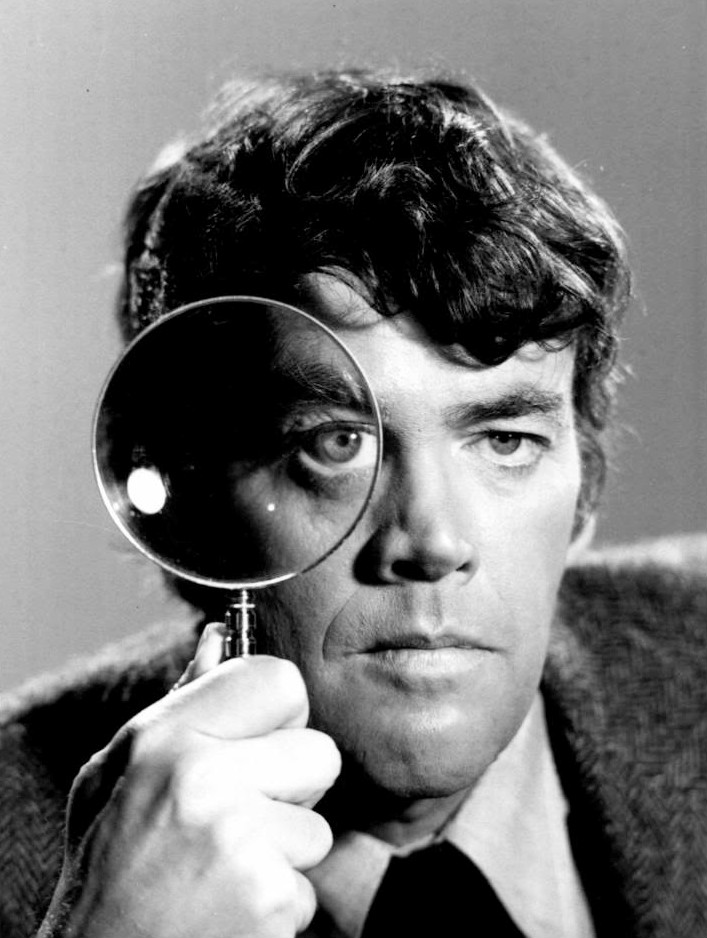
Jim Hutton nei panni del protagonista

- Ellery Queen: il protagonista della serie è un rinomato scrittore di gialli di New York, dove vive col padre ispettore di polizia. Persona dai modi goffi e disordinati, perennemente distratto, possiede grandi capacità di osservazione e deduzione che mette a disposizione della polizia per risolvere i casi più ingarbugliati. Quando è coinvolto in un'indagine, non riesce a pensare ad altro, fino ad estraniarsi dal mondo. Il suo atteggiamento dimesso e umile, a tratti ingenuo, porta molte persone a sottovalutarlo, finché non recupera tutta la sua sicurezza nel momento della spiegazione finale della soluzione del mistero, alla quale giunge grazie a un indizio tralasciato da tutti, spesso persino da luI stesso. Questa "trasformazione" è più evidente nell'episodio I veli di Veronica, in cui accenna una timida ricostruzione ipotetica per poi divenire più fiducioso quando gli giunge dalla scientifica la conferma dei suoi sospetti. Nonostante la fama e il successo, Ellery è piuttosto modesto riguardo alle proprie abilità ed è sempre aperto alla possibilità di essere in errore; è inoltre sempre molto calmo e rispettoso verso tutti, persino i criminali, perdendo molto di rado la calma, e unicamente se sono coinvolti i propri cari; è comunque molto orgoglioso del proprio lavoro, non sopportando che qualcuno lo critichi o modifichi per degli adattamenti. Il caso Tre per uno lo vede direttamente coinvolto come sospettato di omicidio di un produttore di fumetti proprio per via di un alterco con la vittima riguardo all'utilizzo delle storie di Queen. Il giallista è scapolo, ma vengono rese note molte sue amicizie femminili, e nel caso ambientato la notte di Capodanno compare una fidanzata (mai più riproposta o menzionata).
- Richard Queen: padre del protagonista e secondo personaggio più importante della serie, è un ispettore di polizia di lunga carriera. Fiero e orgoglioso del proprio lavoro, lo svolge con precisione e rigore imparziale, mal sopportando intrusioni nelle indagini o insinuazioni di negligenza. Seppur indubbiamente bravo nel suo compito, a volte non riesce ad andare oltre l'apparenza dei fatti, cosa che in talune occasioni lo pone in contrasto col figlio, il quale disdegna soluzioni troppo evidenti. Richard è un "tutore dell'ordine" anche a casa, tenendo in riga il disordine di Ellery, al quale comunque vuole molto bene: la fiducia del padre nel figlio è tale che l'ispettore non si fa nemmeno raccontare chi sia l'assassino prima della rivelazione ufficiale; dal canto suo, Ellery afferma che anche il genitore sarebbe arrivato alle stesse conclusioni con il tempo. Il sonno del gangster è la sola puntata in cui l'iconica spiegazione finale è lasciata all'ispettore Queen, data la natura personale dell'indagine. La conclusione di ogni episodio vede un breve e intimo momento padre-figlio in cui i due si riuniscono, spesso per un'attività in famiglia a lungo rimandata (come andare a pesca insieme o al ristorante).
- Thomas Velie: sergente di polizia, è il braccio destro dell'ispettore Queen, per il quale svolge ricerche e convoca i sospettati. Grosso, serio e taciturno, porta costantemente una fedora sul capo e un sigaro in bocca e ha totale fiducia nella coppia dei Queen, da essi ricambiata. Velie ha un ruolo chiave in quasi tutti gli episodi in cui compare, in quanto è lui a rivelare gli esiti delle indagini della polizia, e viene spesso "usato" da Ellery nelle sue ricostruzioni finali per interpretare l'assassino che di lì a poco sarà rivelato, e sempre al termine di tali spiegazioni è suo compito arrestare il malfattore. Il caso Il sonno del gangster è quello che lo vede coinvolto in prima persona, accusato di negligenza quando una persona a lui affidata muore misteriosamente, e in La notte di San Silvestro viene visto in compagnia di sua moglie; viene rivelato, in La villa sulla collina, che da giovane il sergente era un attore di teatro amatoriale. Velie ha l'abitudine peculiare di chiamare rispettosamente Ellery "Maestro".
- Simon Brimmer: detective dilettante e conduttore radiofonico di un programma di misteri col suo nome, La raccolta di Simon Brimmer, è l'esatto opposto di Ellery, sia fisicamente che caratterialmente: persona di bassa statura (dove invece Ellery torreggia su buona parte del cast), vestito sempre elegantemente ed esibendo corti baffetti, è affabile e carismatico, dotato di una parlantina colta e forbita e numerose conoscenze nel jet set newyorkese; è però anche narcisista e vanesio ed eccessivamente sicuro di sé e tende a sopravvalutare la propria fama. Simon ha una rivalità con Ellery Queen per scoprire chi sia il miglior investigatore, infatti i due condividono un'arguzia non comune, che unita ai suoi modi di fare accattivanti permettono a Brimmer di anticipare la polizia nelle indagini. Tali intrusioni nelle inchieste sono alla base dell'antipatia che Queen padre nutre verso Brimmer, il quale si ritiene superiore alla polizia per acume e capacità deduttive, e collabora con le forze dell'ordine solo quando gli fa comodo. Brimmer tenta costantemente di riprodurre in diretta radio il "metodo Ellery" di riunire i sospetti per smascherare il colpevole, ma arriva sempre a puntare il dito contro la persona sbagliata, o perché la sua arroganza gli fa tralasciare dettagli importanti o perché gli manca un indizio conosciuto solo da Ellery, il quale si vede costretto a correggerlo e consegnare alla giustizia il vero colpevole. Ellery, dal canto suo, non vede Simon come un rivale, riconoscendogli una mente brillante e i meriti di aver fornito talvolta agli inquirenti prove importanti, e non sembra nemmeno accorgersi dell'invidia provata da Simon nei suoi confronti. La massima differenza tra i due sta nel fatto che Brimmer cerca la soluzione al mistero per accrescere il proprio prestigio, mentre Queen lo fa per puro senso della verità, preoccupandosi solo di assicurare il vero colpevole alla giustizia.
- Frank Flannigan: giornalista della Gazzetta, ha i capelli rossi e come Velie fuma spesso un sigaro. Sempre a caccia di scoop, dalle sue frasi si intuisce che come reporter di cronaca nera abbia un certo successo, e frequentemente si intromette nelle indagini dell'ispettore Queen, con gran disappunto di questi. Innegabilmente ambizioso, è comunque una persona corretta e onesta che ci tiene a far bene il proprio lavoro e, come Brimmer, non di rado le sue inchieste giornalistiche parallele, o anche le foto che fa scattare dal suo assistente, forniscono ai Queen indizi importanti per la risoluzione del caso. L'apparizione più importante di Flannigan si ha in Cuore di pietra, nel quale invita Ellery al suo nuovo programma televisivo e gli fornisce indirettamente l'indizio finale e la possibilità di risolvere il caso del giorno in diretta televisiva.

## Episodi
| Stagione       | Episodi | Prima TV USA | Prima TV Italia |
| -------------- | ------- | ------------ | --------------- |
| Stagione unica | 24      | 1975-1976    | 1978-1979       |

## Edizione italiana
Il doppiaggio italiano del telefilm venne eseguito da due compagnie differenti: la C.D. e la F.C.M.
Inizialmente, Ellery Queen fu doppiato da Cesare Barbetti, suo padre Richard da Arturo Dominici. Successivamente, i doppiatori diventarono Oliviero Dinelli e Diego Michelotti. Simon Brimmer fu doppiato prima da Gianni Marzocchi e poi da Dante Biagioni.
Tuttavia, poiché gli episodi furono proposti in ordine sparso (Episodi di Ellery Queen), i secondi doppiatori sono udibili solo negli episodi numero 5, 6, 7, 10, 13, 15, 19, 21, ovvero quelli inizialmente non trasmessi insieme agli altri.